# جورج جيل (لاعب كرة قاعدة)
جورج جيل (بالإنجليزية: George Gill)‏ هو لاعب كرة قاعدة أمريكي، ولد في 13 فبراير 1909، وتوفي في 21 فبراير 1999 في جاكسون في الولايات المتحدة.

## وصلات خارجية
- جورج جيل على موقعبيزبول رفرنس.كوم (الدوري الرئيسي) (الإنجليزية)
- جورج جيل على موقعبيزبول رفرنس.كوم (الدوري الثانوي) (الإنجليزية)